# Stadskraan (Utrecht)

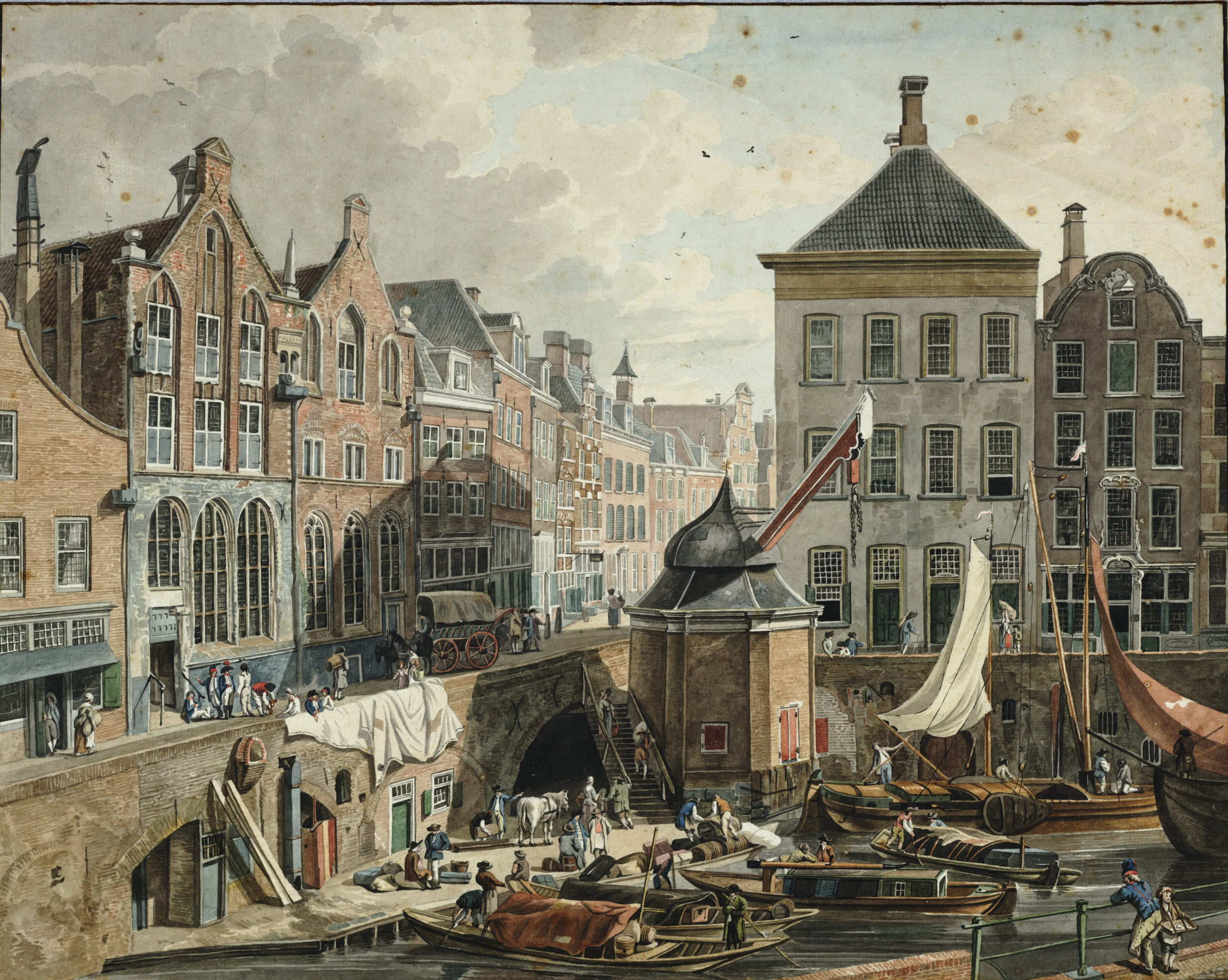
De stadskraan omstreeks 1800. In het witte pand (Keyserrijk geheten) direct achter de stadskraan bevond zich de waag. De toegang tot het wed is in de afbeelding links naast de stadskraan te zien.

De Utrechtse stadskraan was een kraan in de Utrechtse binnenstad waarmee vanaf de middeleeuwen tot in de 19e eeuw goederen in en uit schepen werden geladen. In 1837 begaf deze kraan het, waarna een nieuwe stadskraan ter hoogte van de Weerdsluis werd gebouwd.

## Houten kraan
De grote stadskraan verrees in 1402 op de hoek van de Ganzenmarkt met de Oudegracht. Met behulp van kraankinderen in een tredrad, katrollen en een draaibare kraankap konden zware goederen, met name wijntonnen, ermee in en uit schepen worden getakeld. Deze konden bij het uitladen via de werf (kade) naar de werfkelders worden gebracht. Op deze locatie resteert nog een overkluisd wed, een schuin oplopend talud vanaf de werf naar de bovenliggende straat, om goederen met paarden en karren verder de stad in te kunnen vervoeren. Ter hoogte van de stadskraan was tevens de waag gelegen. Daar werden de uitgeladen goederen eerst gewogen om de verschuldigde accijns te bepalen.

## Stenen kraan
In de loop van de eeuwen werd de stadskraan meermaals vernieuwd en onder meer de houten behuizing van de stadskraan werd deels vervangen door steen. Tevens bevonden zich andere, kleinere, kranen langs de waterwegen binnen de Utrechtse stadsmuren.
Vanaf 1837 werd de Winkel van Sinkel ter hoogte van de stadskraan gebouwd. Vier zware gietijzeren zuilen in de vorm van kariatiden (vrouwenbeelden) dienden in de façade van dit pand te komen. Deze beelden waren in Engeland gegoten en werden per schip aangevoerd naar de stadskraan om gelost te kunnen worden. Op 9 september 1837 brak echter bij het takelen van een van die beelden het bovenste gedeelte van de stadskraan af en viel met beeld en al in het water. De stadskraan was hierdoor zo beschadigd dat besloten werd hem af te breken. Van deze gebeurtenis is toen zoals gebruikelijk in die tijd een spotvers gemaakt om het verhaal door te kunnen vertellen:
| Had reeds het Instrument Van ouds genaamd de kraan Ten dienste dezer stad Twee eeuwen lang bestaan Maar moest, schoon sterk genoeg Om half Schiedam te ligten Voor een gegoten beeld In deze dagen zwichten O, kinderen van de kraan Wat werk hebt gij begonnen Zie nu, een Britsche hoer Heeft kraantje overwonnen |

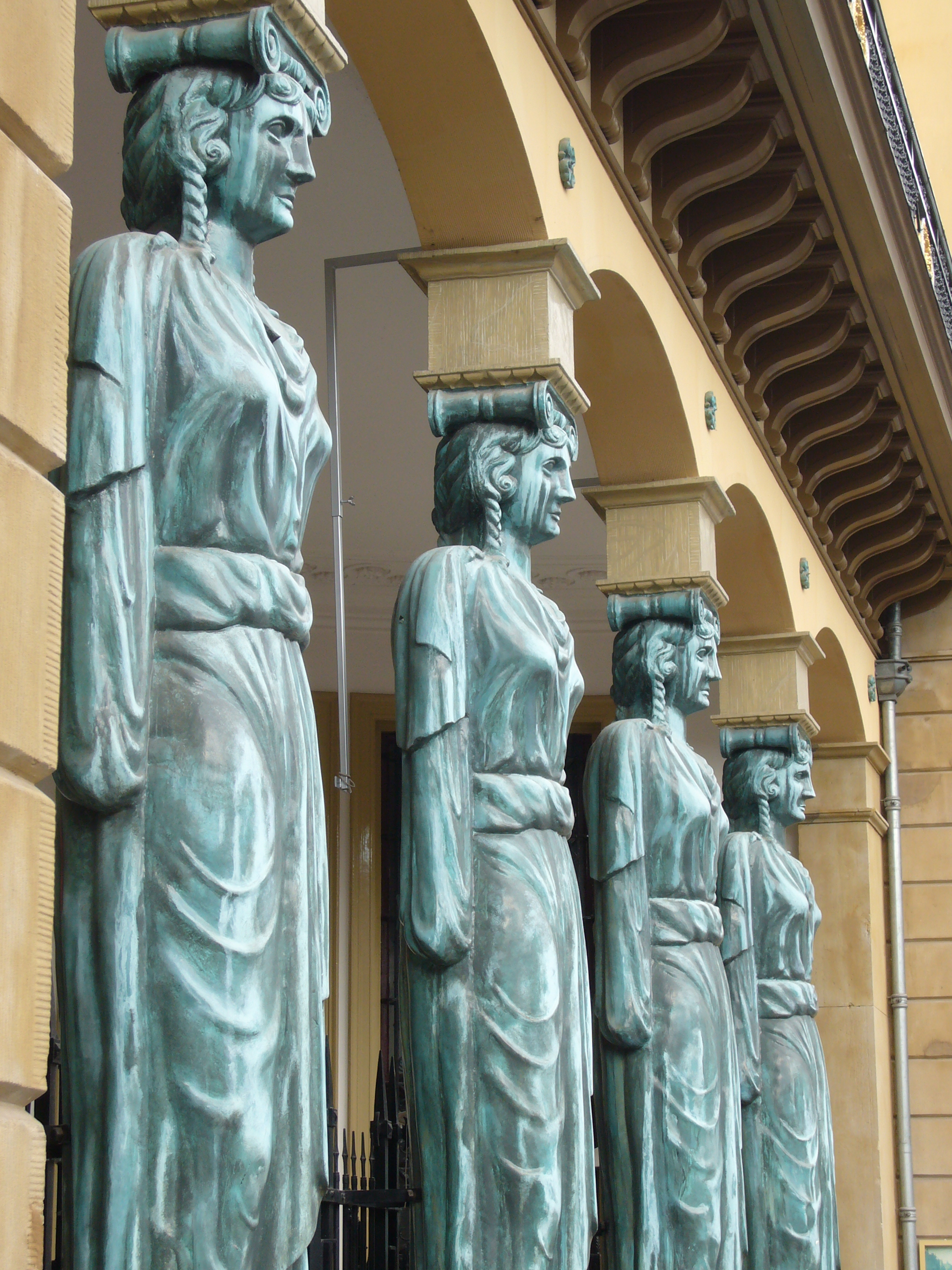
De kariatiden van de Winkel van Sinkel

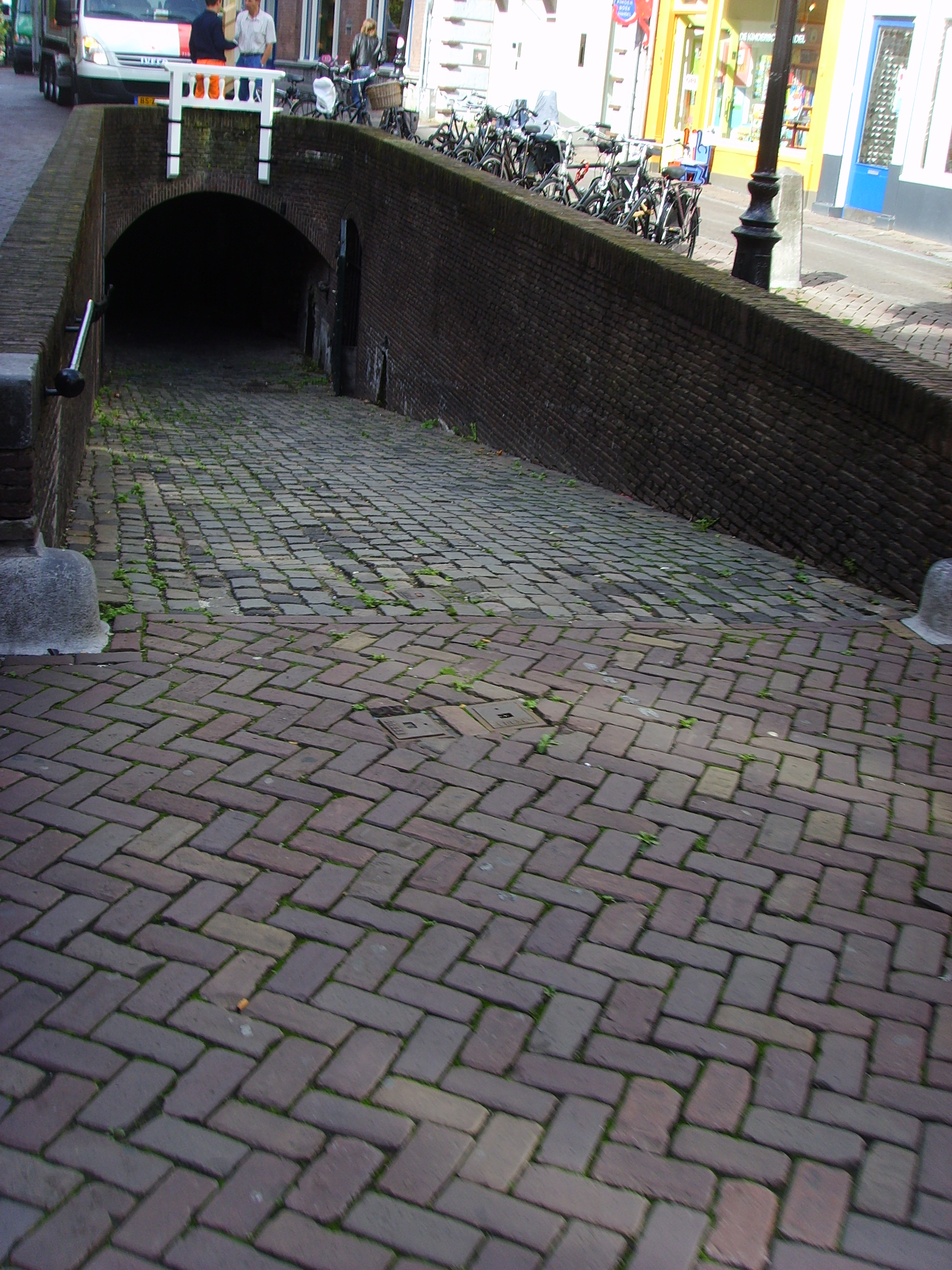
Wed aan de Ganzenmarkt

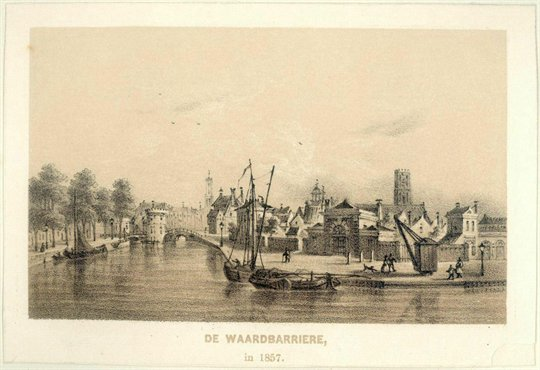
De nieuwe stadskraan bij de Weerdsluis

Rond 1838 werd het waaggebouw verplaatst naar de noordzijde van de stad waar een nieuw haven-/ marktgebied werd ontwikkeld. In de loop der eeuwen bevonden zich daar al eerder grote kranen bij de Bemuurde Weerd en bolwerk Morgenster met de aansluiting van de rivier de Vecht op de Stadsbuitengracht en Oudegracht. Dit gebied kreeg tegelijk met de waag een nieuwe, ijzeren, stadskraan, die het tot 1968 uithield.

## Herbouw
Vandaag de dag staat op de locatie van de stadskraan aan de Ganzenmarkt een kastanjeboom en is in de bestrating aangegeven waar de kraan heeft gestaan. Een gebeeldhouwd reliëf met daarop de kraan uitgebeeld, werd in 1999 vervaardigd en is daar eveneens aangebracht.
In maart 2019 werd begonnen de middeleeuwse houten Stadskraan te herbouwen. Dit gebeurt als leer-werkproject op de Museumwerf Vreeswijk te Nieuwegein.
In 2022 is de stadskraan geplaatst aan de Stadsbuitensingel naast de Monicabrug vlak bij de Weerdsluis. In 2023 is proefgedraaid met een cultureel programma en demonstraties, maar toen bleken de juiste vergunningen nog een uitdaging. Vanaf april 2024 wordt hier een vervolg aan gegeven met regelmatige openstellingen, (participatieve) hijsdemonstraties en rondleidingen.